# Gorrevod
Gorrevod és un municipi francès situat al departament de l'Ain i a la regió d'Alvèrnia-Roine-Alps. L'any 2007 tenia 692 habitants.

## Demografia

### Població
El 2007 la població de fet de Gorrevod era de 692 persones. Hi havia 269 famílies de les quals 74 eren unipersonals (39 homes vivint sols i 35 dones vivint soles), 89 parelles sense fills, 99 parelles amb fills i 7 famílies monoparentals amb fills.
La població ha evolucionat segons el següent gràfic:
Habitants censats

### Habitatges
El 2007 hi havia 298 habitatges, 278 eren l'habitatge principal de la família, 7 eren segones residències i 13 estaven desocupats. 259 eren cases i 36 eren apartaments. Dels 278 habitatges principals, 191 estaven ocupats pels seus propietaris, 83 estaven llogats i ocupats pels llogaters i 4 estaven cedits a títol gratuït; 10 tenien dues cambres, 35 en tenien tres, 82 en tenien quatre i 151 en tenien cinc o més. 214 habitatges disposaven pel capbaix d'una plaça de pàrquing. A 126 habitatges hi havia un automòbil i a 133 n'hi havia dos o més.

### Piràmide de població
La piràmide de població per edats i sexe el 2009 era:
| Homes | Edats   | Dones |
| ----- | ------- | ----- |
| 0     | 95 o +  | 0     |
| 0     | 90 a 94 | 0     |
| 0     | 85 a 89 | 4     |
| 0     | 80 a 84 | 0     |
| 8     | 75 a 79 | 12    |
| 20    | 70 a 74 | 12    |
| 40    | 65 a 69 | 20    |
| 8     | 60 a 64 | 16    |
| 8     | 55 a 59 | 4     |
| 8     | 50 a 54 | 16    |
| 32    | 45 a 49 | 16    |
| 8     | 40 a 44 | 16    |
| 32    | 35 a 39 | 24    |
| 24    | 30 a 34 | 28    |
| 16    | 25 a 29 | 8     |
| 12    | 20 a 24 | 24    |
| 16    | 15 a 19 | 12    |
| 28    | 10 a 14 | 20    |
| 16    | 5 a 9   | 28    |
| 24    | 0 a 4   | 4     |

## Economia
El 2007 la població en edat de treballar era de 418 persones, 323 eren actives i 95 eren inactives. De les 323 persones actives 292 estaven ocupades (151 homes i 141 dones) i 31 estaven aturades (12 homes i 19 dones). De les 95 persones inactives 47 estaven jubilades, 30 estaven estudiant i 18 estaven classificades com a «altres inactius».

### Ingressos
El 2009 a Gorrevod hi havia 307 unitats fiscals que integraven 792,5 persones, la mediana anual d'ingressos fiscals per persona era de 17.041 €.

### Activitats econòmiques
Dels 28 establiments que hi havia el 2007, 1 era d'una empresa alimentària, 5 d'empreses de fabricació d'altres productes industrials, 3 d'empreses de construcció, 8 d'empreses de comerç i reparació d'automòbils, 3 d'empreses de transport, 3 d'empreses d'hostatgeria i restauració, 1 d'una empresa immobiliària, 2 d'empreses de serveis i 2 d'empreses classificades com a «altres activitats de serveis».
Dels 8 establiments de servei als particulars que hi havia el 2009, 3 eren tallers de reparació d'automòbils i de material agrícola, 2 guixaires pintors, 1 fusteria, 1 electricista i 1 perruqueria.
L'únic establiment comercial que hi havia el 2009 era una botiga d'equipament de la llar.
L'any 2000 a Gorrevod hi havia 17 explotacions agrícoles que ocupaven un total de 510 hectàrees.

## Equipaments sanitaris i escolars
El 2009 hi havia una escola elemental.

## Poblacions més properes
El següent diagrama mostra les poblacions més properes.